# Synagoge von Maon (Nirim)
Koordinaten: 31° 19′ 44″ N, 34° 24′ 32″ O

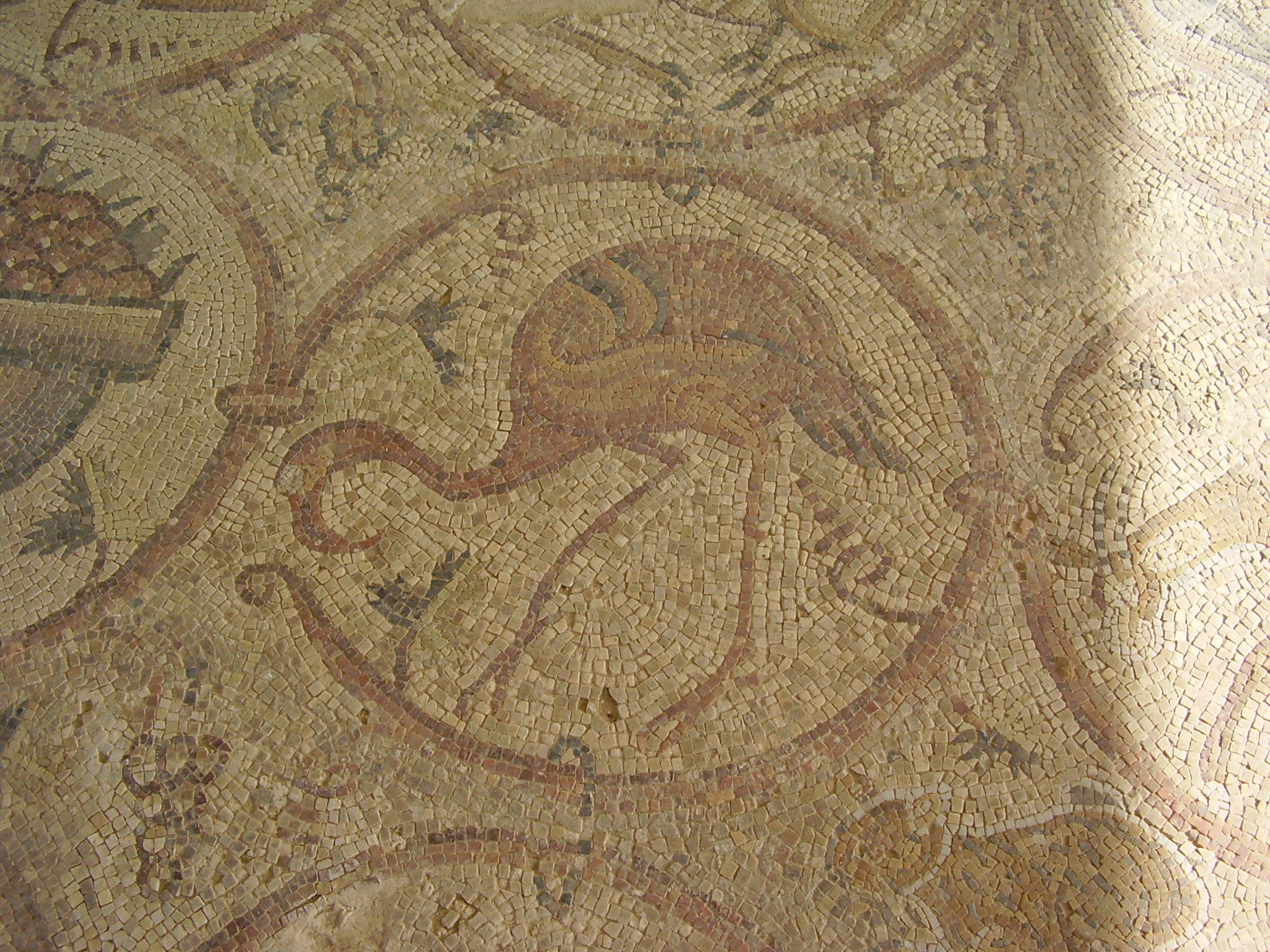
Detail: Flamingo

Die Synagoge in Maʿon (hebräisch בֵּית הַכְּנֶסֶת הָעַתִּיק בְּמָעוֹן Bejt ha-Knesset ha-ʿAtīq bə-Maʿōn) bei Nirim oder Chirbat al-Maʿin (arabisch خربة المعين ‚Ruine Maʿons‘) ist eine archäologische Stätte im Negev, nahe Nirim. Von Nirim kommend, befindet sich die mittlerweile mit einem Schutzbau versehene Ausgrabung auf der rechten Straßenseite, kurz vor der Abzweigung nach Nir ʿOz. Das Gebäude ist nur rudimentär erhalten; bekannt ist der Ort wegen des Mosaikfußbodens. (Es gibt eine zweite spätantike Synagoge von Maʿon, etwa 14 km südlich von Hebron im Westjordanland.)
Chirbet el Maʿin wird oft mit dem von Eusebios (Onomastikon 130:7f) genannten Ort Menois identifiziert, der auch auf der Madabakarte abgebildet ist. Menois hatte ein Reiterkastell (Notitia Dignitatum 34,19,2). Doch wegen der strategischen Lage am Limes Palaestinae wird eine andere Lokalisierung der spätantiken Ortes vorgeschlagen: das Kastell Menois sei mit Chirbet Maʿn identisch und der byzantinische Ort gleichen Namens mit dem 3,5 km von Chirbet Maʿn entfernten ʿAbesān, wo es Spuren spätantiker Bebauung gibt.

## Entdeckung
Beim Bau der Straße zum Kibbutz Nir ʿOz kamen im Februar 1957 Teile des Mosaiks ans Licht; zuvor war allerdings der untere Bereich des Mosaiks schon zerstört worden. Shalom Levy leitete die Rettungsgrabungen von März bis Mai 1957 und im April 1958 im Auftrag der Israelischen Altertümerbehörde. 1960 veröffentlichte er einen knappen Abschlussbericht.

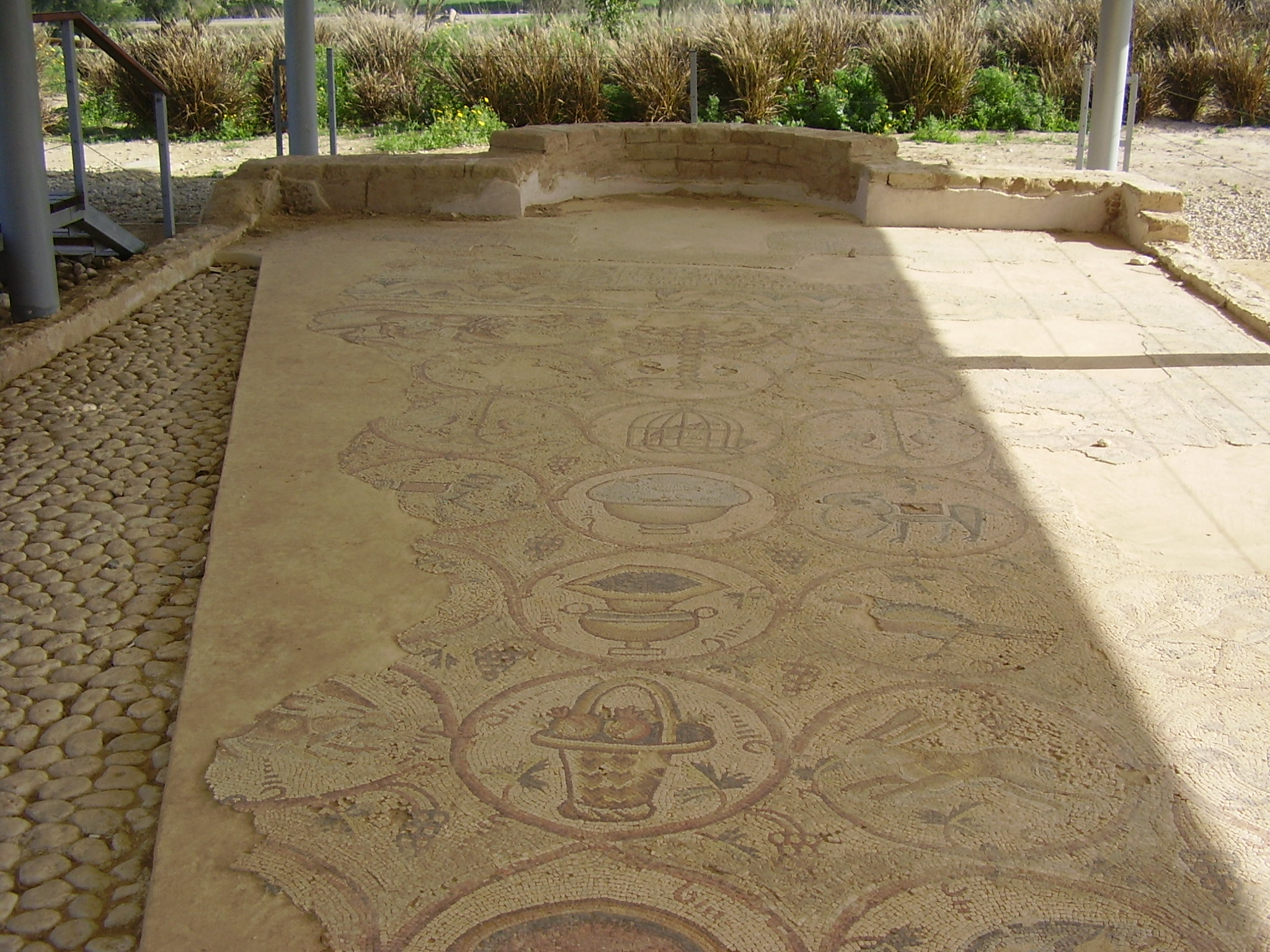
Blick auf die nach Jerusalem orientierte Apsis.

## Gebäude
Nach den Münzfunden wurde die Synagoge in der ersten Hälfte des 6. Jahrhunderts n. Chr. unter Justin I. oder Justinian I. gebaut. Die Ziegelmauern sind im Laufe der Zeit verwittert. Vom Ausgräber wurde das Gebäude als dreischiffige Basilika mit einer Grundfläche von 15 × 17 Metern mit nach Jerusalem (Nordost) orientierter Apsis und davor befindlicher Bima interpretiert. Das Bodenmosaik hätte sich demnach nur im Mittelschiff befunden.
Doch ist wahrscheinlicher, dass der Innenraum nur so groß war wie das Mosaik und die gefundenen Mauerzüge einen Hof um die Synagoge begrenzt haben. Denn die von Ora Yogev 1980 ergrabenen, parallel verlaufenden Mauerzüge im Westen und Osten des Mosaiks sind mit fast 20 Metern zu weit voneinander entfernt, um als Außenmauern ein Dach tragen zu können.

## Bodenmosaik
Der Mosaikfußboden war ursprünglich 7,80 × 3,70 Meter groß. Eine Kelchblumenbordüre rahmt 55 symmetrisch zur Mittelachse angeordnete, von Weinranken gerahmte Medaillons, je fünf in zehn Reihen. 18 von ihnen sind verloren. Die Medaillons der Mittelachse zeigen verschiedene Gefäße, einige davon mit Früchten gefüllt. Eine bunte Gruppe von exotischen wilden und zahmen Tieren (darunter die für den Raum Gaza typischen Vögel im Käfig) ordnen sich auf eine große Menora hin, hinter der sich die Bema und in einer Apsis der Toraschrein befanden.

### Menora

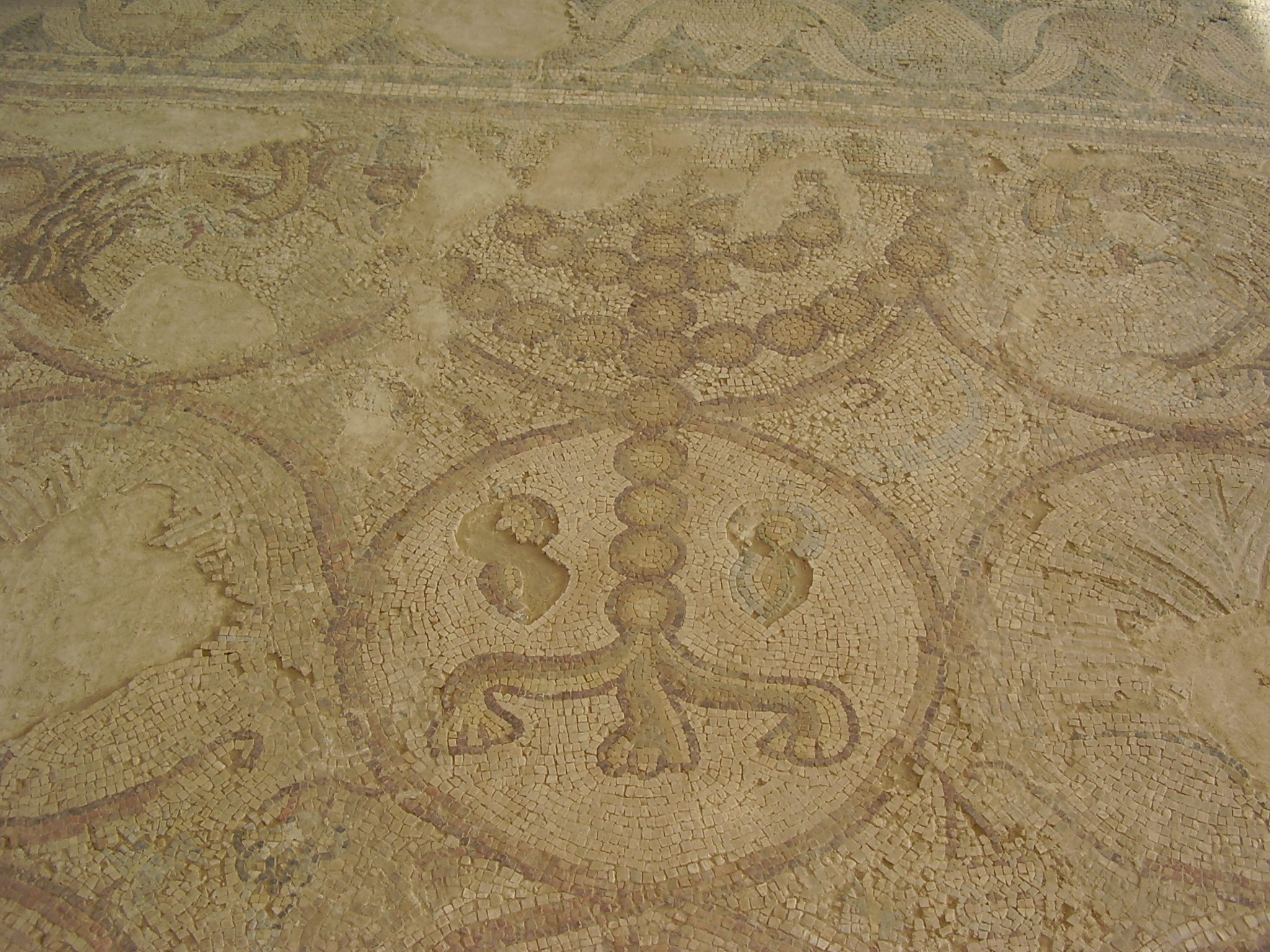
Menora

Die Menora als Blickfang steht auf drei Löwenfüßen und hat aufgesetzte Glaslämpchen. Sie wird flankiert von zwei stilisierten Palmen und zwei Löwen. Um die Menora gruppieren sich weitere Symbole der jüdischen Religion: zwei Etrogfrüchte und zwei Schofarhörner.

### Stifterinschrift
Oberhalb der Menora steht eine aramäische Stifterinschrift in einer Tabula Ansata, die aber schwer zu interpretieren ist, da die Mosaizisten der hebräischen Schrift nicht mächtig waren. Der Text kann nach Yeivin so rekonstruiert werden:
1. ד[כרין לטב כל] קהלה Es sei zum Guten gedacht der ganzen Gemeinde
2. ]די[ עבדו הדן פספה die dieses Mosaik gemacht hat
3. ]וכן[ דאוש]ו[ן ותמה יהודה außerdem Daisin, Thoma und Jehuda
4. דיהבו תג תרי דינרין die gestiftet haben die Summe von 3 Denaren.[6]

## Kleinfunde
Im Bereich der Apsis wurden einige Kleinfunde gemacht: 20 beschriftete Metallzylinder, einige beschriftete Metallplättchen, Fragmente eines Bronzeleuchters, gläserne Kerzenständer und Elfenbeinschnitzereien. Da auch die Reste von Eisennägeln gefunden wurden, könnten einige Teile mit dem hölzernen Toraschrein in Verbindung stehen, z. B. als Reste von Einlegearbeiten.
Die Metallzylinder konnten zur Zeit der Ausgrabung nicht geöffnet werden, ohne sie zu zerstören; sie wurden magaziniert. In den 1980er Jahren gelang es, drei von ihnen zu öffnen. Sie enthielten magische Formeln in aramäischer Sprache. Dass die Amulette im Bereich des Toraschreins deponiert wurden, könnte eine kurzzeitige Maßnahme gewesen sein, um sie magisch aufzuladen; wahrscheinlicher ist aber ihre dauernde Deponierung als Weihegaben nach erfolgreicher Heilung der betreffenden Personen.